# Weltweite Kirche Gottes
Die Weltweite Kirche Gottes, kurz WKG, englisch Worldwide Church of God (seit 3. April 2009 Grace Communion International), ist eine evangelische Freikirche evangelikaler Prägung mit derzeit ca. 42.000 Mitgliedern in 900 örtlichen Gemeinden in etwa 90 Ländern der Erde. Sie wurde im Jahre 1933 in Oregon/USA gegründet. Das Vermächtniss der Weltweiten Kirche Gottes und von Herbert W. Armstrong wird heute von Gerald Flurry und der Philadelphia Kirche Gottes weiter geführt, die in einem sechjährigen Gerichtsprozess die Urheberrechte für die wichtigsten Broschüren und Bücher gewonnen hat. 

## Größe und Organisation
Von ihrem Hauptsitz in Glendora, Kalifornien (USA) aus ist die Weltweite Kirche Gottes hierarchisch organisiert. Geleitet wird sie von einem Präsidenten (Pastor General) – gegenwärtig Joseph W. Tkach jr. –, einem Vorstand und einem Ältestenbeirat. Die einzelnen Gemeinden werden von einem Pastor geleitet, dem Älteste, Diakone, Diakoninnen und Laienmitglieder zur Seite stehen. Seit 2007 können in der WKG auch Frauen als Älteste ordiniert werden und eine Gemeinde leiten.
In den USA ist die Kirche seit dem 15. April 1997 Mitglied der „National Association of Evangelicals (NAE)“, die zum Verband Weltweite Evangelische Allianz gehört.
In Deutschland ist die Kirche in der Rechtsform einer Stiftung des privaten Rechts mit Sitz in Bonn eingetragen. Bis zum 31. Dezember 1997 trug sie den Namen „Ambassador College“. Seit Juli 1997 ist Santiago Lange in der WKG für Deutschland und Österreich zuständig. In Deutschland, Österreich und der Schweiz gibt es acht örtliche Gemeinden mit etwa 160 Mitgliedern.
In Zürich wurde 1968 die erste WKG-Gemeinde der Deutschschweiz gegründet. In der Deutschschweiz ist die Kirche seit dem 1. Januar 1998 als Verein Weltweite Kirche Gottes, Zürich organisiert.

## Geschichte

### Vorgeschichte
B. F. Snook und W. H. Brinkerhoff, zwei Älteste der damals noch neuen Iowa Conference innerhalb der Siebenten-Tags-Adventisten, verließen diese und gründeten 1886 in Marion/Iowa eine neue Kirchengemeinde. 1889 wählten sie Stanbury/Missouri als neuen Standort. Sie nannten ihre Gemeinde Church of God (Adventist).
Herbert W. Armstrong, in einer Quäker-Familie aufgewachsen, gelernter Werbefachmann, war mit seiner Frau in die Church of God (Adventist) eingetreten. Aufgrund eines Streites über die Leitung verließ er mit vielen Gläubigen diese Kirche und gründete die Church of God (Seventh Day). Weil er die Anglo-Israelismus-Theorie unterstützte, verließ er auch diese und gründete seine eigene Kirche, die World Church of God (die Weltweite Kirche Gottes).

### Unter Herbert W. Armstrong

#### Lehre unter Armstrong
Die Theologie Armstrongs war in der Anfangszeit in vielem identisch mit jener der Siebenten-Tags-Adventisten. Er erweiterte dieses System eklektizistisch: Er verwarf die Lehre über die Hölle und die ewige Bestrafung der Verdammten und ersetzte sie durch die in adventistischen Kreisen weit verbreitete Lehre des Annihilationismus. Ähnlich wie die Zeugen Jehovas verwarf er die Lehre über die göttliche Dreifaltigkeit und die leibliche Auferstehung Jesu Christi. Ähnlich wie die Mormonen lehrte er, dass der Mensch nach der Wiederkunft Christi in die Familie Gottes wiedergeboren werden könne.
Armstrong lehnte Feste wie Weihnachten und Ostern als „heidnisch“ ab. Stattdessen schloss er aus den Mose-Büchern (Pentateuch), dass der wöchentliche Feiertag Sabbat von Freitagabend bis Samstagabend und Jahresfeste wie der Versöhnungstag (Jom Kippur) und das Laubhüttenfest (Sukkot) auch für Christen verbindlich seien. Weiterhin erklärte er den Zehnten und mosaische Speisevorschriften für verbindlich.
Darüber hinaus übernahm er die Anglo-Israelismus-Theorie (auch „Britisch-Israel-Theorie“ genannt) und entwickelte diese weiter. Nach dieser Theorie stammt die angelsächsische Welt von den zehn „verlorenen Stämmen“ des „Hauses Israel“ ab, und das englische Königshaus setzt das Königtum des Hauses David fort.
Einen weiteren Schwerpunkt legte Armstrong auf die Endzeitbeschreibungen in der Bibel, vor allem in den Büchern Daniel und Offenbarung. Auf Grund „prophetischer Eingebungen“ kündigte Armstrong für 1972 und 1977 jeweils die Wiederkunft Christi an.
Für 1975 wurde zudem die Vernichtung der USA durch Deutschland prophezeit, der sich Kirchenmitglieder durch die Flucht in die Ruinen von Petra (Jordanien) entziehen könnten.

#### Medienmission
Die Weltweite Kirche Gottes begann 1934 mit der Radiomission, nachdem ein Jahr zuvor eine lokale Radiostation Sendezeit angeboten hatte. Aus der Radioarbeit, Radio Church of God genannt, entstanden neue Gemeinden. 1947 zog Armstrong in den Süden Kaliforniens, um näher bei den Rundfunkanstalten zu sein. Die WKG hatte danach mehr Sendezeit im Radio und Fernsehen und auf mehr Stationen als jede andere christliche Sondergemeinschaft in der Welt.
Die Radiosendungen wurde in Europa seit 1953 und in Deutschland seit 1960 ausgestrahlt. Später kam ein Fernsehprogramm dazu, The World Tomorrow, das später auch in deutscher Sprache unter dem Titel Die Welt von morgen über RTL plus ausgestrahlt wurde.
Aus der Radioarbeit, die der Bewegung ihren ersten Namen gab, entstand noch im Jahr 1934 eine Zeitschrift mit dem Titel The Plain Truth (Die reine Wahrheit, ab 1961 auch in deutscher Sprache, von 1971 an unter dem Titel Klar und wahr) mit missionierendem Schwerpunkt. Später kam die vertiefende Zeitschrift Good News (Gute Nachricht) dazu. Zudem wurden die Lehren der Kirche in einer Vielzahl thematischer Broschüren ausführlich dargestellt.

#### Ausbildung von Pastoren
Im Zuge des Wachstums entstand 1947 eine eigene Ausbildungsstätte für Mitarbeiter der Kirche, das Ambassador College in Pasadena (Kalifornien). Ein weiteres College entstand 1960 in St Albans bei London, wurde aber bald wieder aufgelöst, 1964 ein drittes in Big Sandy (Texas). Das College in Pasadena wurde 1990 nach Dallas/Texas verlegt.

#### Abspaltungen ab 1974
1974 verließen verschiedene Prediger die Kirche. Sie hatten andere Ansichten u. a. über die Ansetzung von Pfingsten und die Wiederverheiratung von Geschiedenen. Sie gründeten die Church of God, the Eternal.
1978 wurde Armstrongs Sohn, Garner Ted Armstrong, unter dem Vorwurf von sexuellen Verfehlungen aus der Kirche ausgeschlossen. Dieser gründete daraufhin die Church of God International (USA) mit Sitz in Tyler/Texas.

### Veränderungen nach Armstrongs Tod 1986
Nach dem Tod Herbert W. Armstrongs am 16. Januar 1986 wurde Joseph W. Tkach (senior) zu seinem Nachfolger gewählt. Schrittweise ergaben sich Veränderungen, unterstützt auch dadurch, dass die eigene Überprüfung anhand der Bibel nie völlig unterdrückt wurde.
1988 wurde das Verbot von Make-up aufgehoben und die lange verpönte staatliche Akkreditierung für das Ambassador College beantragt, 1989 wurden Broschüren gestoppt, die eine nun nicht mehr anerkannte Auffassung über das Heilen Gottes lehrten. Seit 1991 wird nicht mehr gelehrt, dass das Ziel des Menschen sei, Gott zu werden, sondern dass er bereits wiedergeboren ist, wenn er zum Glauben kommt. Ende 1992 wurde anerkannt, dass es wahre Christen außerhalb der WKG gibt. 1993 wurde die Leugnung der ewigen Sohnschaft Jesu aufgegeben, die Trinitätslehre eingeführt und der Anglo-Israelismus verworfen.
Am 24. Dezember 1994 hielt Tkach eine grundlegende Weihnachtspredigt unter dem Titel Understanding the Covenants, die die eigentliche Wende markiert. Anfang 1995 war die Entwicklung dann unumkehrbar. Daraufhin gründeten Anhänger der alten Lehren im Mai 1995 in Indianapolis eine eigene Kirche, die United Church of God.
Nach Tkachs Tod am 23. September 1995 folgte ihm sein Sohn Joseph W. Tkach jr. (* 1951) als Pastor General nach.
Die Weltweite Kirche Gottes hatte bis 1992 rund 125.000 Mitglieder, 1994 waren es 110.000 und 1997 noch 58.000.

## Aufnahme kirchlicher Beziehungen ab 1996
Nachdem sich die Kirche unter Armstrong als einzig wahre Kirche betrachtet hatte, hat sie 1996 öffentlich für ihr bisheriges exklusives Denken und Verhalten und für falsche Glaubensinhalte um Vergebung gebeten. In ihrem Transformationsprozess wurde sie von führenden amerikanischen Evangelikalen unterstützt. 
In den Vereinigten Staaten ist die Worldwide Church of God seit 1997 Mitglied der National Association of Evangelicals, einer Vereinigung evangelikaler Denominationen. 
Im Jahr 1999 wurden Vertreter der Bonner Gemeinde der WKG einstimmig als Mitglieder der Evangelischen Allianz Bonn aufgenommen. Im selben Jahr wurde die Kirche Mitglied der Arbeitsgemeinschaft Christlicher Kirchen in Bonn.
In Basel ist die WKG-Gemeinde Mitglied der örtlichen Sektion der Evangelischen Allianz.

## Heutige Lehre und Praxis
Die Weltweite Kirche Gottes bejaht das Apostolische Glaubensbekenntnis sowie die Glaubensbasis der Evangelischen Allianz. 
Sie praktiziert die Gläubigentaufe durch Untertauchen im Wasser, nachdem ein Täufling Buße und Glauben an Jesus Christus zum Ausdruck gebracht hat. Wenn jemand, der als Säugling getauft wurde, Mitglied der WKG werden möchte, so wird keine erneute Wassertaufe verlangt, ist aber auf Wunsch möglich. Entscheidend ist für sie die Realität der erfolgten Wiedergeburt, nicht die Form der Taufhandlung. 
Neben der Taufe feiern die Anhänger der Weltweiten Kirche Gottes auch das Abendmahl als von Jesus Christus geboten.